# Гидрометеоиздат
Гидрометеоиздат (Гидрометеорологическое издательство) — советское научно-техническое издательство (Ленинград, имело отделение в Москве).

## Описание
Основано в 1934; входило в структуру Государственного комитета СССР по гидрометеорологии и контролю природной среды. На эмблеме издательства изображен флюгер Вильда.
Выпускало научную, научно-техническую, учебную, производственную, справочную литературу по метеорологии, гидрологии, океанологии. Издавало сборники трудов научно-исследовательских институтов и других учреждений Гидрометслужбы, методические пособия («Наставления», «Руководства». «Указания») по проведению гидрометеорологических измерений и их обработке, специальные карты, атласы и др.
В системе Госкомиздата СССР в 1980-х гг. издательство входило в главную редакцию научно-технической литературы. В 1980-х, 1990 гг. показатели издательской деятельности издательства были следующие:
|                                       | 1980    | 1985    | 1990    |
| ------------------------------------- | ------- | ------- | ------- |
| Кол-во книг и брошюр, печатных единиц | 319     | 355     | 220     |
| Тираж, млн экз.                       | 1,351   | 1,9175  | 1,4951  |
| Печатных листов-оттисков, млн         | 13,6107 | 23,6215 | 23,2695 |

Фундаментальные справочные и продолжающиеся издания
- «Ресурсы поверхностных вод СССР» (с 1963)
- «Агроклиматические ресурсы различных областей, краёв, республик СССР» (с 1968)
- «Климаты больших городов» (с 1978)
- «Справочник по климату СССР» (3-е изд., с 1964)
- «Человек и стихия»: Гидрометеорологический сборник — научно-популярный ежегодник (с 1962)

Периодика
- «Бюллетень Всемирной метеорологической организации» (с 1968)
- «Метеорология и гидрология» — ежемесячный научно-технический журнал (с 1935)